# 7742

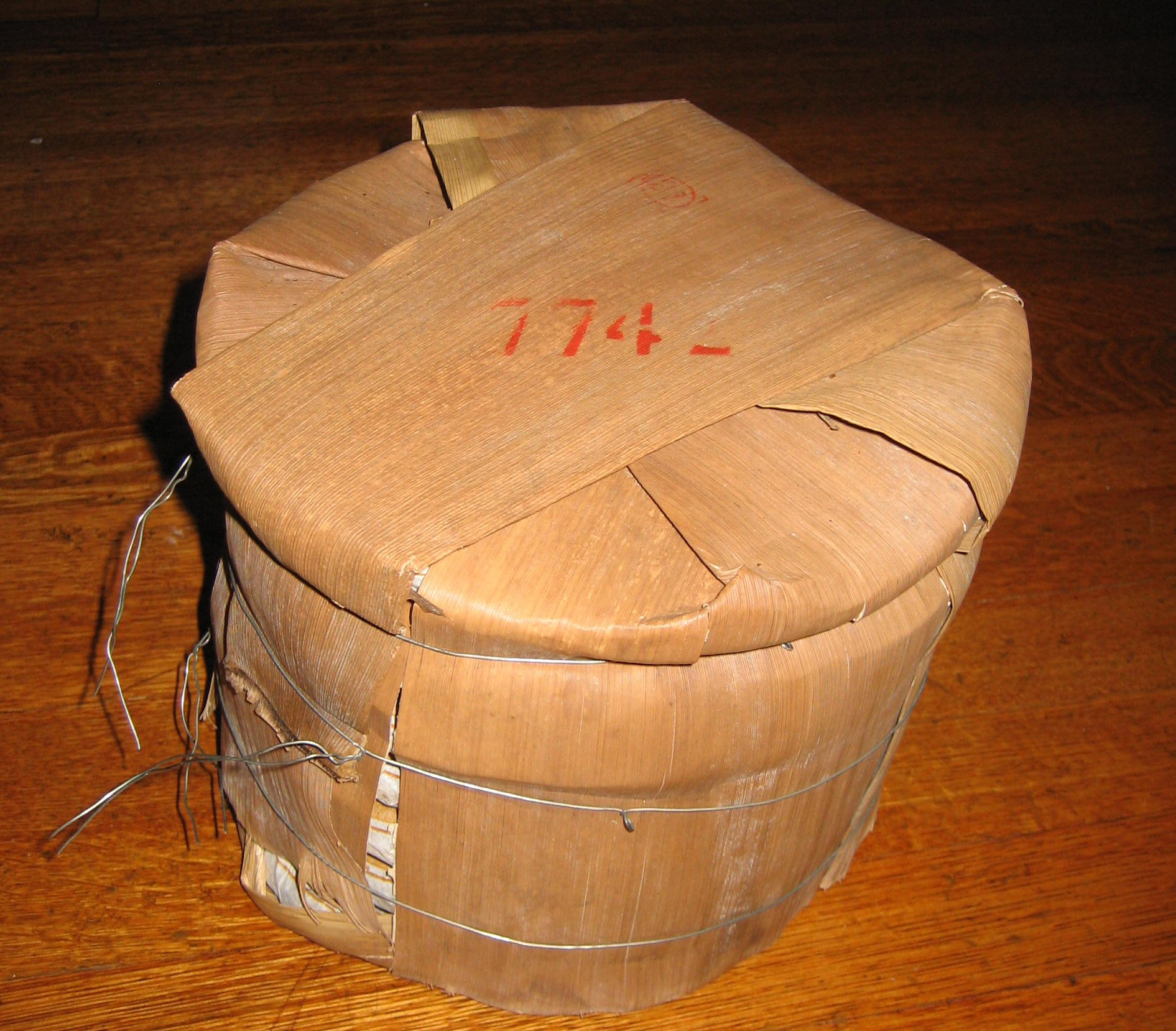
2006年勐海茶厂出品的唛号7742（601批次）的大益七子饼茶

7742，又称大益7742、7742陈香青饼茶，是指勐海茶厂出品的唛号为7742的大益七子饼茶。

## 沿革
2005年，随着勐海茶厂改制为民营企业后，企业管理秩序恢复，并生产制作出7742青饼茶。2005年生产第一批，2006年再次生产，原料多为勐海大叶茶，等级与口味相对单一，其滋味与香气超越7542、7532、8582等。其中内飞、标签上加注防伪标签。因口感爽滑，产量有限，在普洱茶界具备收藏价值。

## 规制
| 生产年限 | 批次生产 | 规格     |
| -------- | -------- | -------- |
| 2005年   | 501批次  | 400克/片 |
| 2006年   | 601批次  | 400克/片 |
| 2007年   | 701批次  | 357克/片 |
| 2013年   |          | 357克/片 |
| 2015年   |          | 357克/片 |